# 天主教瓦城教區
天主教瓦城教區（拉丁語：Dioecesis Vaënsis）是加納一個羅馬天主教教區，屬塔馬利總教區。
教區成立於1959年11月3日，位於西北地區，2010年有教友259,804人（佔轄區總人口34.1%）、廿三個堂區、161名司鐸。現任教區主教為保祿·貝米萊。